# 逆ウォッチ曲線
逆ウォッチ曲線（ぎゃくウォッチきょくせん）とは、罫線表の一種。

## 概要
横軸に出来高、縦軸に価格（もしくは株価指数等）を取る罫線表で、一般的に左回りに回転する場合が多い。つまり、時計の針とは逆方向に、下記の8つのプロセスを繰り返す傾向にある。
- 価格が変わらず、出来高が増える。
- 価格は上がり、出来高は増える。
- 価格は上がるが、出来高が変わらなくなる。
- 価格は上がるが、出来高は減るようになる。
- 価格は変わらなくなり、出来高は減る。
- 価格も下げに転じ、出来高も減る。
- 価格は下がるが、出来高は変わらなくなる。
- 価格は下がるが、出来高は増える。

ただし、実際に日足で描くと複雑な形になることが多いため、移動平均線を用いて描くことが多い。
この様に、株価の動きに先行して出来高が増減する傾向から、株価の上昇、下落のタイミングをはかる場合に利用される。